# Juan de Herrera y Tordesillas
Juan de Herrera y Tordesillas fue un noble, político y militar español, hermano del cronista Antonio de Herrera y Tordesillas.

## Biografía
Nació en la villa segoviana de Cuéllar en una familia noble acomodada. Hijo de Rodrigo de Tordesillas (hijo de otro Rodrigo de Tordesillas que murió a manos de los Comuneros), y de Inés de Herrera, de quien tomó el apellido.
Debió iniciar su formación en el Estudio de Gramática de su villa natal, pero al contrario que su hermano Antonio de Herrera, hizo carrera militar, obteniendo el grado de capitán, y llegando a alcanzar los cargos de alcaide y justicia mayor de la fortaleza y castillo del Peñón de Vélez de la Gomera (entre Ceuta y Melilla), después de que fuese recuperado en 1564 por García Álvarez de Toledo y Osorio, marqués de Villafranca del Bierzo y Virrey de Cataluña.
En el año 1624 inició un pleito ante la Real Audiencia y Chancillería de Valladolid para demostrar su hidalguía.